# Конституционный референдум в Родезии (1979)
Конституционный референдум в Родезии проводился 30 января 1979 года. Он был следствием внутреннего соглашения между премьер-министром Яном Смитом и лидером ненасильственной партии Объединённый африканский национальный совет Абелем Музоревой. Новая конституция должна была привести чёрное большинство страны к власти, страна получала название Зимбабве-Родезия. Соглашение было поддержано правящей партией белого меньшинства Родезийский фронт, однако отколовшаяся от него Родезийская партия действия противилась принятию Конституции.
В референдуме могли участвовать только белые избиратели. В результате референдума Конституция была одобрена при 85% голосов «за», явка составила 71,5%.
Несмотря на передачу власти большинству после прошедших в апреле 1979 года всеобщих выборов, страна оставалась непризнанной международным сообществом. Патриотический фронт продолжал «войну в буше» вплоть до подписания Ланкастерхаузского соглашения в декабре 1979 года и новых всеобщих выборов 1980 года.

## Результаты
| Да или нет                           | Голосов | Процент  |
| ------------------------------------ | ------- | -------- |
| Да                                   | 57 269  | 85,38 %  |
| Нет                                  | 9 805   | 14,62 %  |
| Действительных голосов               | 67,838  | — %      |
| Недействительных голосов             | 764     | — %      |
| Всего голосов                        | —       | 100,00 % |
| Явка                                 | 71,5 %  | 71,5 %   |
| Электорат                            | —       | —        |
| Источник: African Elections Database |         |          |